# Identificador descentralizado

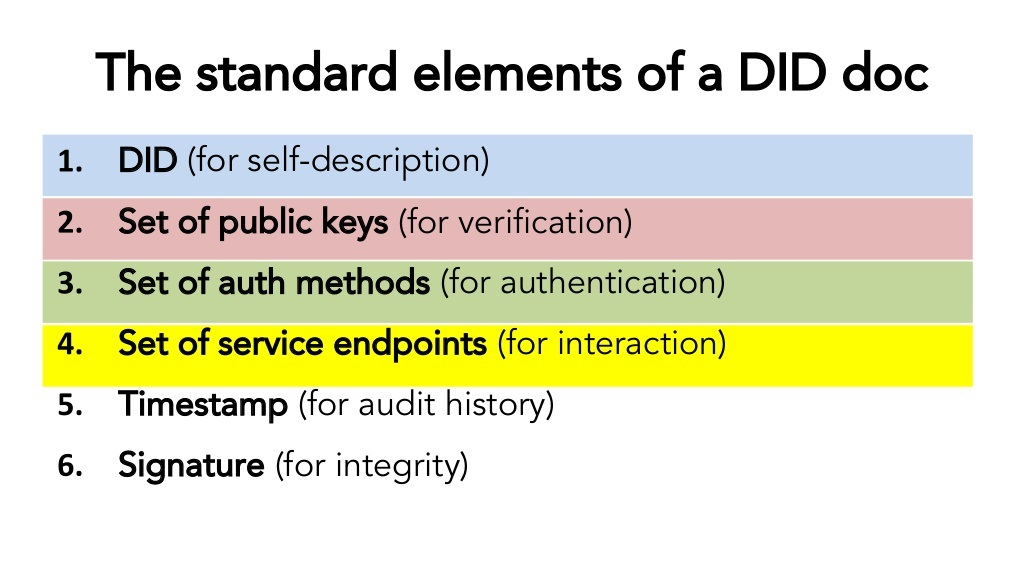
Los elementos estándar de un documento IDD

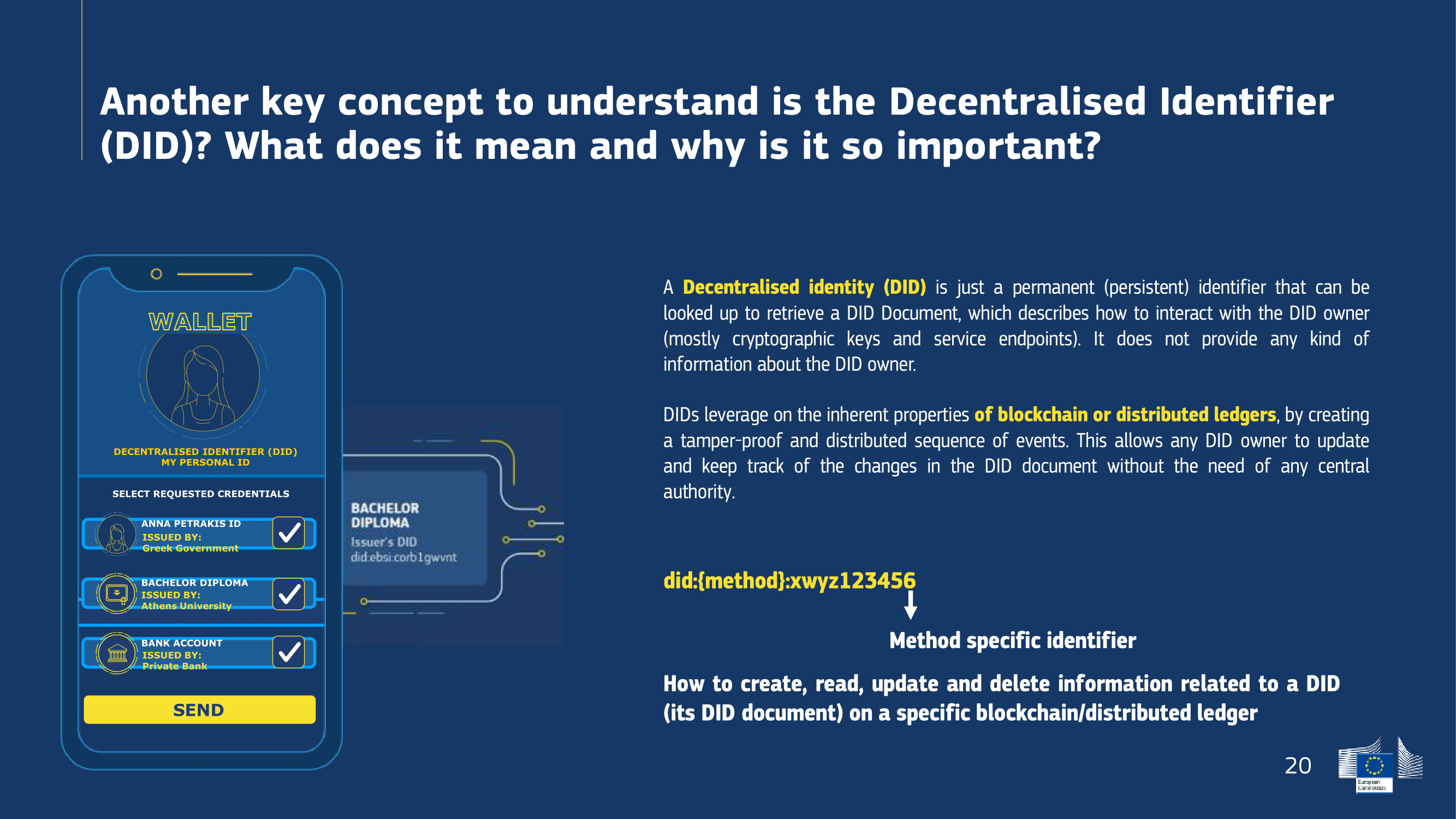
Explicación de los IDD

Los identificadores descentralizados (IDD; DID, por sus siglas en inglés) son un tipo de identificador que permite una identidad digital verificable de forma descentralizada.

 Son un componente importante de las aplicaciones web descentralizadas.

## IDD
Los IDD son un tipo de identificador que permite una identidad digital verificable y descentralizada.
 Se basan en el paradigma de auto-identidad soberana. Un IDD identifica cualquier sujeto (por ejemplo, una persona, organización, cosa, modelo de datos, entidad abstracta, etc.) que el controlador del IDD decida que identifique. Estos están diseñados para permitir que quien administre un IDD pueda demostrar su control, así como también implementar su uso independientemente de cualquier registro centralizado, proveedor de identidad o autoridad certificadora. Los IDD son URIs que asocian un IDD de sujeto con un IDD de documento, lo que permite interacciones confiables asociadas con ese sujeto. Cada IDD de documento puede expresar material criptográfico, métodos de verificación o puntos de servicio, que proporcionan un conjunto de mecanismos que permiten que un controlador IDD demuestre su control. Los puntos de servicio permiten interacciones confiables asociadas con el IDD de sujeto. Un IDD de documento puede contener semántica sobre el tema que identifica. Un IDD documento puede contener el propio IDD  sujeto (por ejemplo, un modelo de datos).

## Esfuerzos de estandarización
El W3C DID Working Group
 se encuentra actualmente desarrollando un estándar para identificadores descentralizados. Pretende estandarizar su arquitectura central, el modelo de datos y la representación de los IDD.
Un borrador de trabajo del se encuentra disponible en línea.